# Campeonato Mundial de Lucha de 2010
El LXI Campeonato Mundial de Lucha se celebró en Moscú (Rusia) entre el 6 y el 12 de septiembre de 2010 bajo la organización de la Federación Internacional de Luchas Asociadas (FILA) y la Federación Rusa de Lucha.
Las competiciones se realizaron en el Estadio Olimpiski de la capital rusa.

## Resultados

### Lucha grecorromana masculina
| Evento         | Oro                       | Plata                                 | Bronce                                                       |
| -------------- | ------------------------- | ------------------------------------- | ------------------------------------------------------------ |
| 55 kg (06.09)  | Hamid Surian Irán         | Choi Gyu-Jin Corea del Sur            | Nazyr Mankiyev · Rusia · Roman Amoyan · Armenia              |
| 60 kg (07.09)  | Həsən Əliyev Azerbaiyán   | Ryutaro Matsumoto Japón               | Almat Kebispayev · Kazajistán · Jung Ji-Hyun · Corea del Sur |
| 66 kg (06.09)  | Ambako Vachadze · Rusia   | Armen Vardanian · Ucrania             | Vasıf Arzumanov Turquía Vitali Rəhimov Azerbaiyán            |
| 74 kg (08.09)  | Selçuk Çebi Turquía       | Arsen Dzhulfalakian Armenia           | Imil Sharafetdinov · Rusia · Daniar Kobonov · Kirguistán     |
| 84 kg (07.09)  | Jristo Marinov Bulgaria   | Pablo Enrique Shorey Hernández · Cuba | Alexei Mishin · Rusia · Nenad Žugaj · Croacia                |
| 96 kg (06.09)  | Amir Aliakbari Irán       | Tsimafei Dzeinichenka · Bielorrusia   | Aslanbek Jushtov · Rusia · Jimmy Lidberg · Suecia            |
| 120 kg (07.09) | Mijaín López Núñez · Cuba | Yuri Patrikeyev Armenia               | Nurmajan Tinaliyev · Kazajistán · Rıza Kayaalp · Turquía     |

### Lucha libre masculina
| Evento         | Oro                       | Plata                        | Bronce                                                          |
| -------------- | ------------------------- | ---------------------------- | --------------------------------------------------------------- |
| 55 kg (10.09)  | Viktor Lebedev · Rusia    | Toğrul Əsgərov Azerbaiyán    | Frank Chamizo · Cuba · Yasuhiro Inaba · Japón                   |
| 60 kg (11.09)  | Besik Kudujov · Rusia     | Vasyl Fedoryshyn · Ucrania   | Morad Mohamadi Irán Zəlimxan Hüseynov Azerbaiyán                |
| 66 kg (12.09)  | Sushil Kumar India        | Alan Gogayev · Rusia         | Cəbrayıl Həsənov · Azerbaiyán · Geandry Garzón Caballero · Cuba |
| 74 kg (12.09)  | Denis Tsargush · Rusia    | Sadeg Gudarzi Irán           | Gábor Hatos · Hungría · Abduljakim Shapiyev · Kazajistán        |
| 84 kg (11.09)  | Mijail Ganev Bulgaria     | Zaurbek Soxiyev Uzbekistán   | Soslan Ktsoyev · Rusia · Reineris Salas Pérez · Cuba            |
| 96 kg (11.09)  | Xetaq Qazyumov Azerbaiyán | Jadzhimurat Gatsalov · Rusia | Ruslan Sheijau · Bielorrusia · Guiorgui Gogshelidze · Georgia   |
| 120 kg (12.09) | Bilial Majov · Rusia      | Artur Taymazov Uzbekistán    | Levan Berianidze · Georgia · Ioannis Arzumanidis · Grecia       |

### Lucha libre femenina
| Evento        | Oro                                | Plata                           | Bronce                                                |
| ------------- | ---------------------------------- | ------------------------------- | ----------------------------------------------------- |
| 48 kg (08.09) | Hitomi Sakamoto Japón              | Lorisa Oorzhak · Rusia          | Zhao Shasha · China · Carol Huynh · Canadá            |
| 51 kg (08.09) | Olexandra Kohut · Ucrania          | Yu Horiuchi Japón               | Sofia Mattsson · Suecia · Zamira Rajmanova · Rusia    |
| 55 kg (09.09) | Saori Yoshida Japón                | Yuliya Ratkeviç Azerbaiyán      | Anna Gomis Francia Tatiana Padilla Estados Unidos     |
| 59 kg (09.09) | Soronzonboldyn Battsetseg Mongolia | Zhang Lan China                 | Ayako Shoda · Japón · Johanna Mattsson · Suecia       |
| 63 kg (09.09) | Kaori Icho Japón                   | Elena Pirozhkova Estados Unidos | Henna Johansson · Suecia · Liubov Volosova · Rusia    |
| 67 kg (10.09) | Martine Dugrenier · Canadá         | Yelena Shalyguina · Kazajistán  | Ifeoma Iheanacho · Nigeria · Ala Cherkasova · Ucrania |
| 72 kg (10.09) | Stanka Zlateva Bulgaria            | Ohenewa Akuffo · Canadá         | Yekaterina Bukina · Rusia · Kyoko Hamaguchi · Japón   |

## Medallero
| Núm. | País           | Oro | Plata | Bronce | Total |
| ---- | -------------- | --- | ----- | ------ | ----- |
| 1    | Rusia          | 5   | 3     | 8      | 16    |
| 2    | Japón          | 3   | 2     | 3      | 8     |
| 3    | Bulgaria       | 3   | 0     | 0      | 3     |
| 4    | Azerbaiyán     | 2   | 2     | 3      | 7     |
| 5    | Irán           | 2   | 1     | 1      | 4     |
| 6    | Ucrania        | 1   | 2     | 1      | 4     |
| 7    | Cuba           | 1   | 1     | 3      | 5     |
| 8    | Canadá         | 1   | 1     | 1      | 3     |
| 9    | Turquía        | 1   | 0     | 2      | 3     |
| 10   | India          | 1   | 0     | 0      | 1     |
| 10   | Mongolia       | 1   | 0     | 0      | 1     |
| 12   | Armenia        | 0   | 2     | 1      | 3     |
| 13   | Uzbekistán     | 0   | 2     | 0      | 2     |
| 14   | Kazajistán     | 0   | 1     | 3      | 4     |
| 15   | Bielorrusia    | 0   | 1     | 1      | 2     |
| 15   | China          | 0   | 1     | 1      | 2     |
| 15   | Corea del Sur  | 0   | 1     | 1      | 2     |
| 15   | Estados Unidos | 0   | 1     | 1      | 2     |
| 19   | Suecia         | 0   | 0     | 4      | 4     |
| 20   | Georgia        | 0   | 0     | 2      | 2     |
| 21   | Croacia        | 0   | 0     | 1      | 1     |
| 21   | Francia        | 0   | 0     | 1      | 1     |
| 21   | Grecia         | 0   | 0     | 1      | 1     |
| 21   | Hungría        | 0   | 0     | 1      | 1     |
| 21   | Kirguistán     | 0   | 0     | 1      | 1     |
| 21   | Nigeria        | 0   | 0     | 1      | 1     |
|      | TOTAL          | 21  | 21    | 42     | 84    |